# Nyarugusu
Nyarugusu är ett flyktingläger i Kigoma-regionen i västra Tanzania. Med omkring 140 000 flyktingar (22 april 2016) är det ett av världens största flyktingläger. De allra flesta flyktingarna kommer från Burundi, och majoriteten är barn. Förhållandena i Nyarugusu är svåra, och UNHCR har försökt avlasta lägret genom att återöppna de närliggande lägren Nduta och Mtendeli.